# Chiang Rai

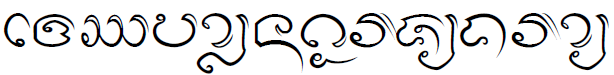
Thesaban Nakhon Chiang Rai in Lan-Na-Schrift

Chiang Rai (Thai: เชียงราย, vollständiger Name: เทศบาลนครเชียงราย; Lanna: เจียงฮาย, Chiang Hai; auch: Chiengrai) ist eine Großstadt (Thesaban Nakhon) in der thailändischen Provinz Chiang Rai. Sie ist die Hauptstadt des Landkreises (Amphoe) Mueang Chiang Rai und der Provinz Chiang Rai in der Nordregion von Thailand.
Chiang Rai hat 69.888 Einwohner. (Stand 2012)

## Geographie
Chiang Rai ist 730 Kilometer von Bangkok entfernt und liegt auf einer Höhe von 580 Metern inmitten der Berglandschaft des Goldenen Dreiecks, am rechten Ufer des Maenam Kok, einem Zufluss des Mekong. Chiang Rai ist die nördlichste Provinzhauptstadt Thailands.
Hier leben noch zahlreiche Angehörige der Bergvölker Akha, Karen, Lisu und Meo.
Am 5. Mai 2014 war Chiang Rai von einem starken Erdbeben betroffen.

## Geschichte
Chiang Rai wurde 1262/63 von König Mangrai auf einer alten Siedlung der Lawa und Mon gegründet und war für einige Zeit das Zentrum des Königreichs Lan Na (Land der Millionen Felder). Die Stadt ist nach Mangrai benannt, der Name bedeutet „Stadt von (Mang-)Rai“ (‚Mang‘ ist möglicherweise Teil des Titels, der eigentliche Personenname ist nur ‚Rai‘).
Chiang Rai wurde erst im Jahre 1786 unter König Phra Phutthayotfa Chulalok (Rama I.) Thailand (damals Siam) angegliedert. Im Jahre 1910 wurde Chiang Rai von König Vajiravudh (Rama VI.) zur eigenständigen thailändischen Provinz erklärt.

## Verkehr
Der Internationale Flughafen von Chiang Rai (IATA-Flughafencode: CEI) befindet sich etwa 8 km nordöstlich von Chiang Rai, der alte, vom Militär genutzte, Flughafen liegt südlich, direkt am Stadtrand. Der Busbahnhof für den Fernverkehr befindet sich etwa 10 km südlich vom Stadtzentrum. Der Busbahnhof für den Nahverkehr liegt im Zentrum in der Nähe des Nachtmarktes. Zwischen beiden Busbahnhöfen besteht eine Verbindung mit öffentlichen Verkehrsmitteln. Der nächste Bahnhof befindet sich in Chiang Mai. Seit 2023 ist die Bahnstrecke Den Chai–Chiang Rai im Bau und soll 2028 fertig gestellt sein.
Die wichtigsten Straßenverbindungen sind:
- Thanon Phahonyothin: Nord-Süd-Verbindung
- Route 1020: nach Chiang Khong Grenze zu Laos
- Asian Highway AH2
- Asian Highway AH3
- Kunming-Bangkok Expressway

## Sehenswürdigkeiten
- Statue des Königs Mangrai, des Gründers von Chiang Rai (1239–1317)
- Wat Phra Kaeo Don Tao – Fundort des berühmten Smaragd-Buddha, der seit 1782 im Wat Phra Kaeo in Bangkok zu bewundern ist; schöne Holzschnitzereien und -bemalung.
- Wat Rong Khun (วัดร่องขุ่น) – außergewöhnlicher buddhistischer Tempel im Tambon Ao Don Cha, seit 1998 gestaltet vom thailändischen Künstler Chalermchai Kositpipat.
- Wat Phra That Doi Chom Thong – sehr alter Tempel, in dem unter König Mangrai hier 1260 die Gründung der Stadt Chiang Rai beschlossen wurde.

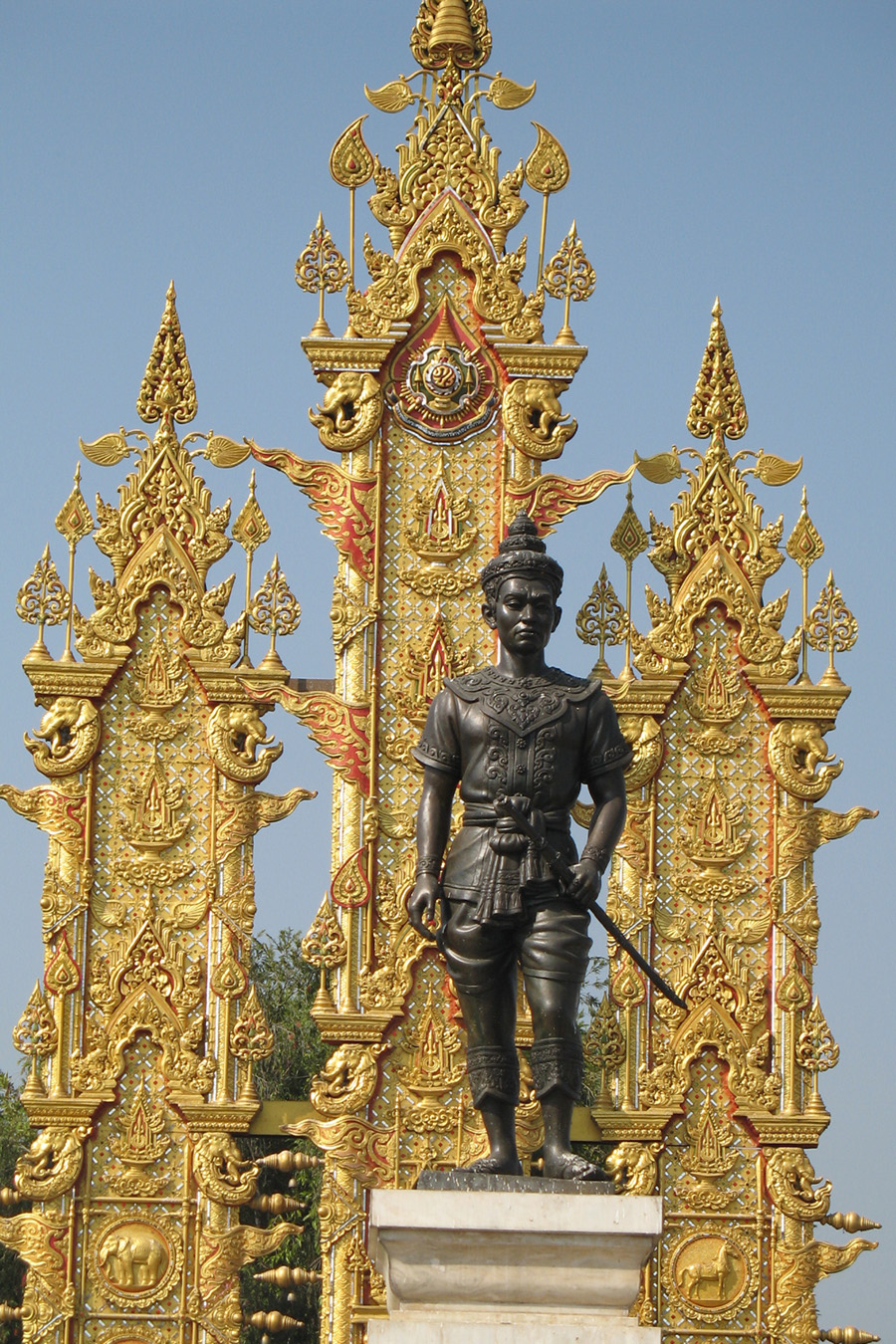
Denkmal für König Mangrai
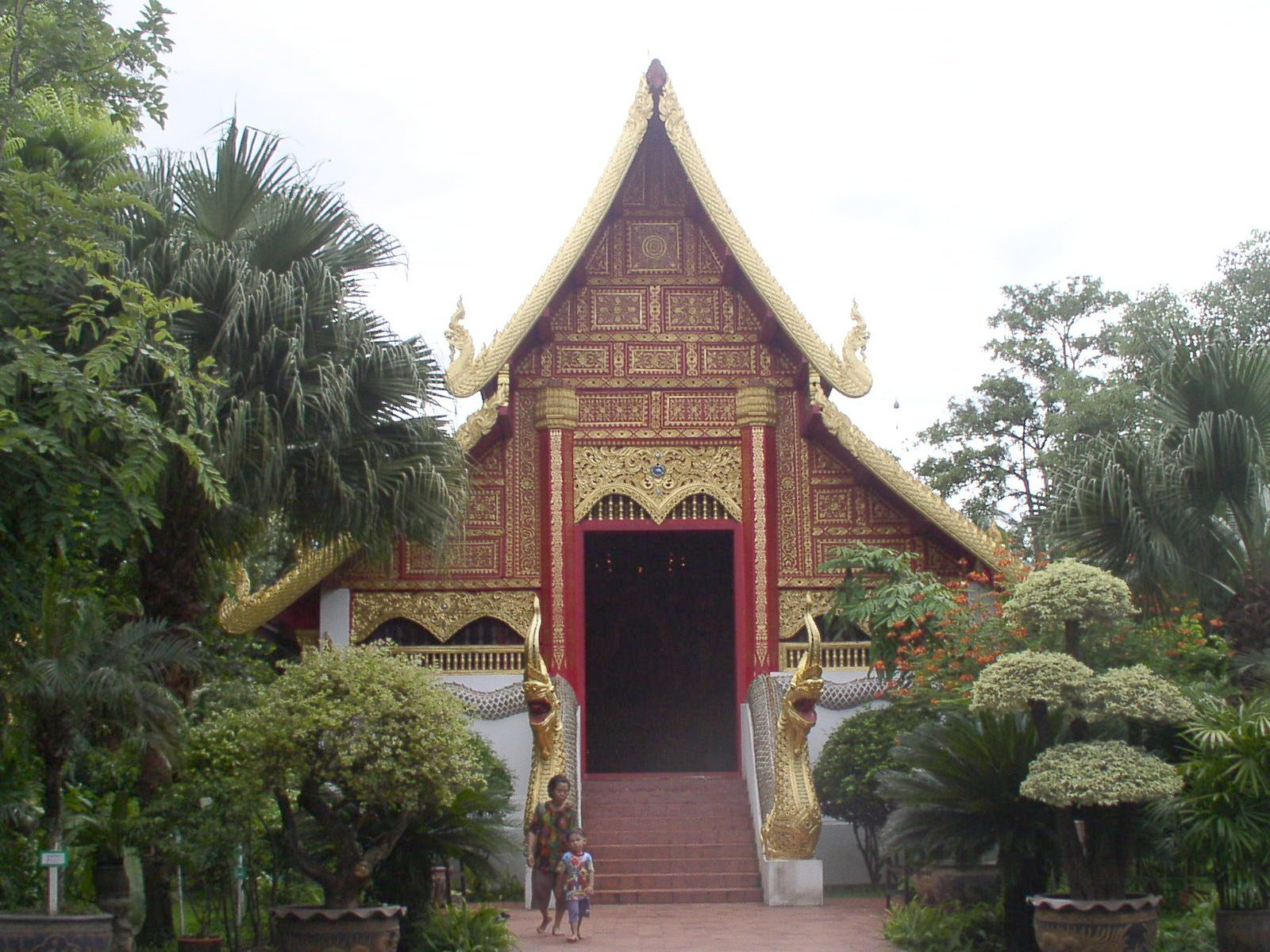
Viharn im Wat Phra Kaeo
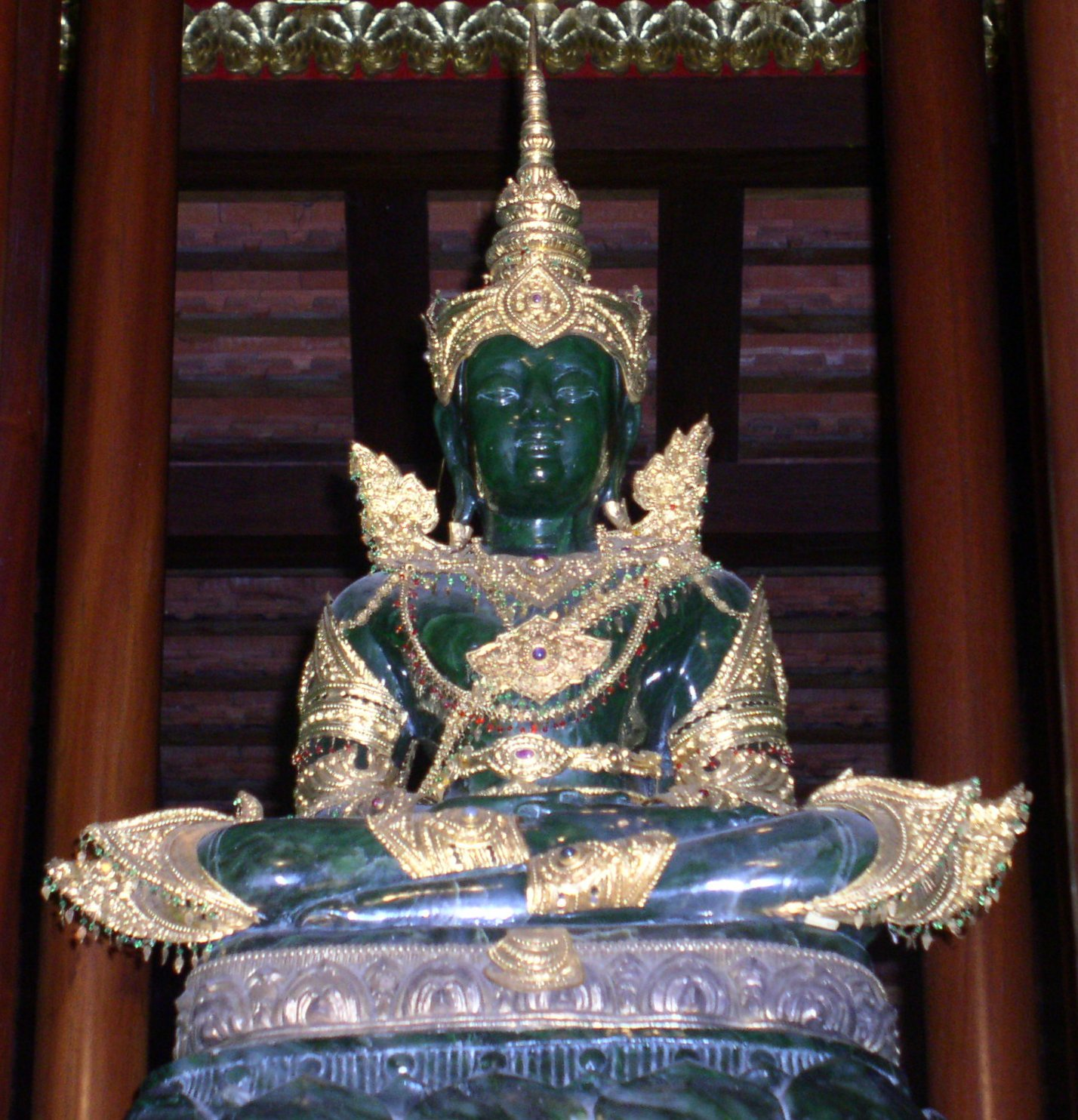
Nachbildung des Smaragd-Buddha im Wat Phra Kaeo
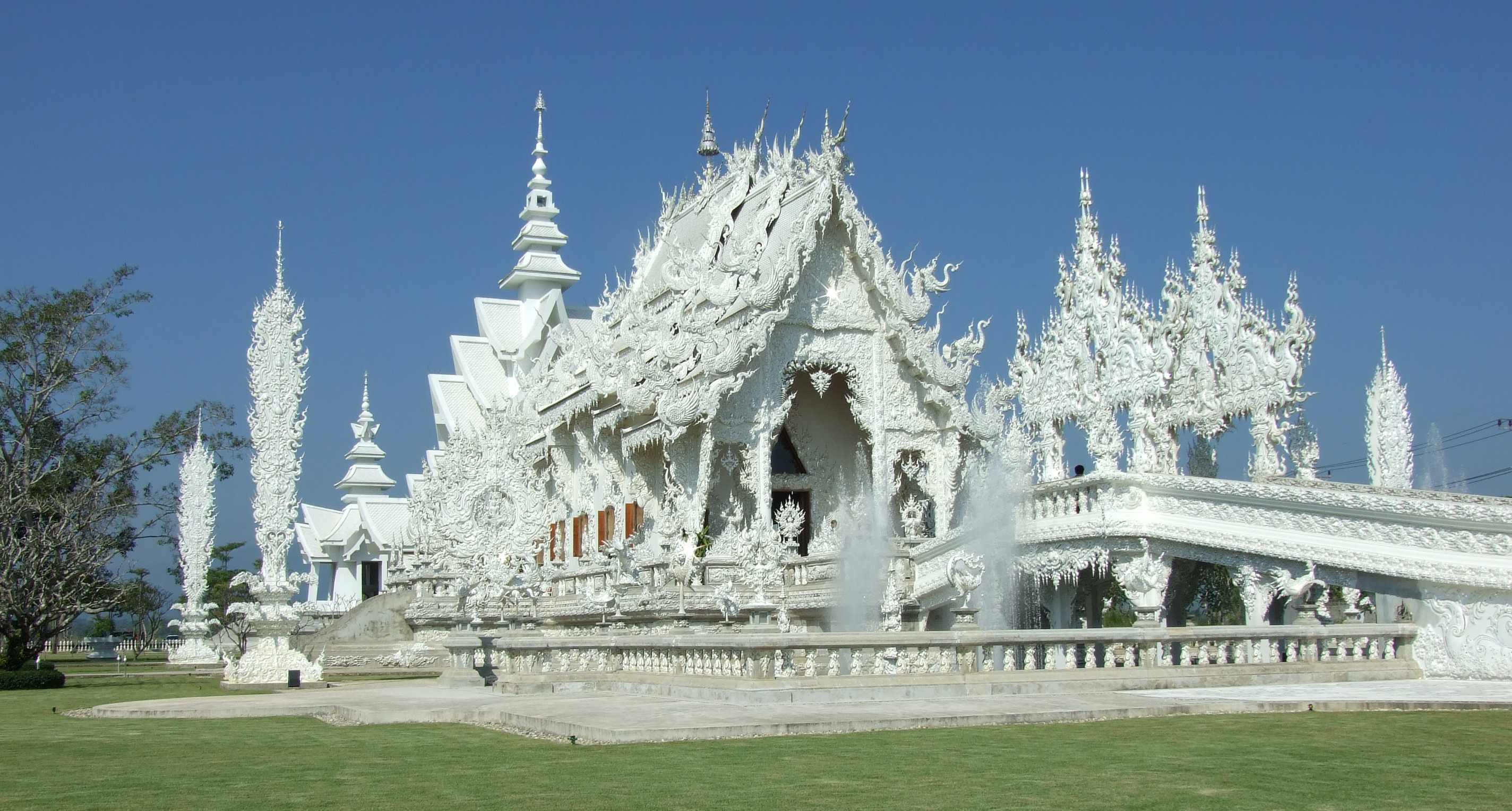
Wat Rong Khun
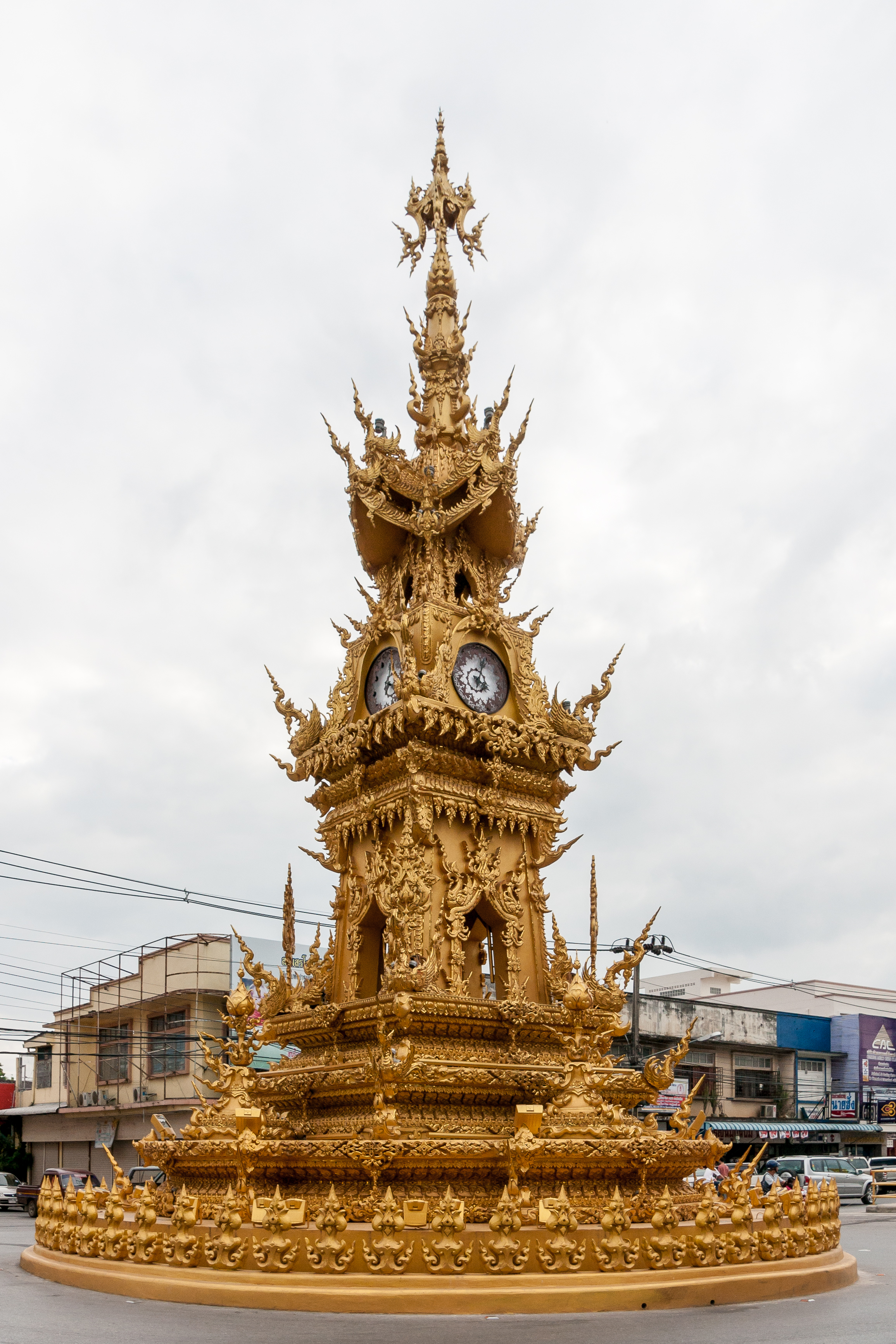
Uhrenturm von Chiang Rai

## Söhne und Töchter der Stadt
- Arnon Bandasak (* 1982), Fußballtrainer
- Thawan Duchanee (1939–2014), buddhistischer Künstler
- Saranyu Intarach (* 1989), Fußballspieler
- Adam Lassamano (* 1997), Fußballspieler
- Pakpoom Lato (* 1999), Fußballspieler
- Watcharakorn Manoworn (* 1996), Fußballspieler
- Chinnachot Natasan (* 1982), Fußballspieler
- Ekanit Panya (* 1999), Fußballspieler
- Krissadee Prakobkong (* 1984), Fußballtrainer und -spieler
- Nattapong Promsen (* 1998), Fußballspieler
- Chalermkiat Sombutpan (* 1985), Fußballspieler